# Chróścina (Skoroszyce)
Chróścina (deutsch Falkenau, 1945–1946 Sokołowsk) ist ein Ort in der Landgemeinde Skoroszyce im Powiat Nyski der Woiwodschaft Opole in Polen.

## Geographie
Das Straßendorf Chróścina liegt etwa drei Kilometer nördlich von Skoroszyce, etwa 17 Kilometer nördlich von Nysa und etwa 50 Kilometer südwestlich von Opole in der Nizina Śląska (Schlesische Tiefebene). Nördlich des Dorfes fließt die Stara Struga, ein linker Nebenfluss der Glatzer Neiße. Der Bahnhof Chróścina Nyska liegt an der Bahnstrecke Nysa–Brzeg.
Nachbarorte von Chróścina sind im Norden Jaszów (Seiffersdorf), im Nordosten Kobiela (Kühschmalz), im Südosten Mroczkowa (Eckwertsheide) und im Südwesten der Rzymiany (Reimen).

## Geschichte

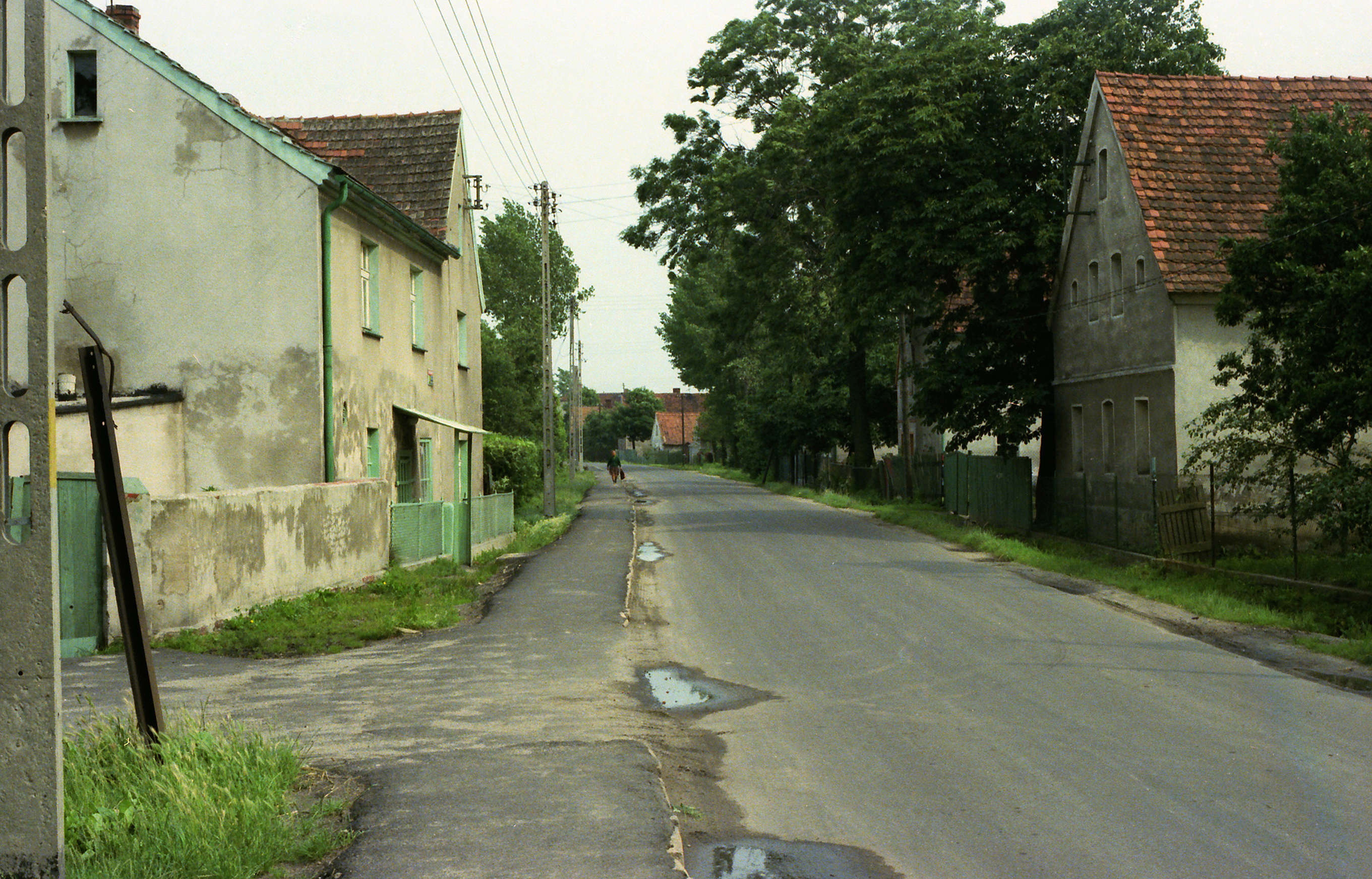
Dorfansicht um 1980

„Falkenaw“ wurde 1370 erstmals urkundlich erwähnt. Im Mittelalter bestand im Dorf eine Burg aus dem 14. Jahrhundert.
Nach dem Ersten Schlesischen Krieg 1742 fiel Falkenau mit dem größten Teil Schlesiens an Preußen.
Nach der Neugliederung der Provinz Schlesien gehörte die Landgemeinde Falkenau ab 1816 zum Landkreis Grottkau, mit dem sie bis 1945 verbun den blieb. 1845 bestanden im Dorf ein Rittergut mit einem Schloss, zwei Vorwerken, katholischer Pfarrkirche, katholischer Schule, Brauerei, Brennerei, zwei Mühlen, fünf Schankhäusern und 131 weiteren Häusern. Die Einwohnerzahl lag damals bei 691, davon sechs evangelisch. 1855 lebten 843 Menschen in Falkenau. 1865 bestanden im Ort eine Scholtisei, fünf Bauern-, 44 Gärtner- und 16 Häuslerstellen sowie drei Wassermühlen und einer Windmühle. Die dreiklassige katholische Schule wurde von 285 Schülern besucht. 1874 wurde der Amtsbezirk Falkenau gegründet, dem die Landgemeinden Falkenau und Kroschen sowie die Gutsbezirke Falkenau und Kroschen eingegliedert wurden. 1885 zählte Falkenau 774 Einwohner. 1933 lebten in Falkenau 981 Einwohner, 1939 waren es 1052 Einwohner.
Im Zweiten Weltkrieg wurde Falkenau nach heftigen Kämpfen am 5. Februar 1945 von der Roten Armee eingenommen und zahlreiche Gebäude, darunter das Schloss, zerstört. Als Folge des Weltkriegs fiel es mit dem größten Teil Schlesiens an Polen. Nachfolgend wurde es in zunächst in Sokołowsk umbenannt und der Woiwodschaft Schlesien angeschlossen. Die deutsche Bevölkerung wurde, soweit sie nicht vorher geflohen war, weitgehend vertrieben. Im November 1946 wurde der Ortsname in Chróścina geändert. 1950 wurde es der Woiwodschaft Opole eingegliedert. Seit gehört es zum Powiat Nyski. 2011 lebten 1581 Menschen im Ort.

## Sehenswürdigkeiten
- Die römisch-katholische Erzengel-Michael-Kirche (Kościół św. Michała Archanioła) stammt aus dem 15. und 16. Jahrhundert, 1945 zerstört, erfolgte bis 1948 der Wiederaufbau in teils moderneren Formen. Seit 1965 steht das Gebäude unter Denkmalschutz.[8]
- Schlosspark aus der zweiten Hälfte des 19. Jahrhunderts.
- Grenzstein („Bischofsstein“) aus dem 14. Jahrhundert zum Fürstentum Neisse
- Hölzernes Wegekreuz

## Vereine
- Fußballverein Ogrodnik Chróścina Nyska

## Persönlichkeiten
- Mel Jersey (* 1943), Schlagersänger, Komponist, Texter und Produzent